# Penance Pass
Der Penance Pass (englisch für Pass der Sühne) ist ein Gebirgspass im ostantarktischen Viktorialand. Er ist die niedrigste und östlichste Verbindung zwischen dem Shangri-la und dem Miers Valley.
Die Benennung geht auf Teilnehmer einer von 1960 bis 1961 durchgeführten Kampagne der neuseeländischen Victoria University’s Antarctic Expeditions zurück.